# Акинс, Флоренс
Флоренс Элеанор Акинс (англ. Florence Eleanor Akins, 26 марта 1906, Крайстчерч — 18 октября 2012, Нельсон) — новозеландская художница.

## Жизнь
Акинс родилась в Крайстчерче в 1906 году. Она изучала изобразительное искусство в Школе искусств Кентерберийского колледжа и получила диплом в области изящных искусств в 1931 году. Акинс долгое время работала в школе — с 1936 по 1969 год. Умерла 18 октября 2012 года в Нельсоне в возрасте 106 лет.

## Карьера
Акинс дружила и работала вместе с другими художниками Школы искусств Кентерберийского колледжа Биллом Саттоном, Фрэнсисом Шерроком и её особой подругой Кристабель Эйткен. Среди известных учениц Акинс были Дорис Тутилл и Нгарита Джонстон.
Акинс высоко ценили за её работу с металлом и текстилем. В 1946 году Акинс попросили включить плетение в учебную программу Школы искусств Кентерберийского колледжа. Она обратилась к опытной ткачихе Жозефине Глазго с просьбой научить Акинс искусству ручного ткачества, которому продолжали обучать в школе до выхода Акинс на пенсию в 1969 году.